# Zubák (okres Púchov)
Zubák je obec v okrese Púchov na (Slovensku). Žije zde 829 obyvatel. V obci stojí římskokatolický kostel sv. Vendelína z roku 1829.

## Poloha
Obec leží v severní části Bílých Karpat, v údolí potoka Zubák, u hranic s Českem, 20 kilometrů severozápadně od Púchova. Nadmořská výška se v katastru obce pohybuje v rozpětí 400–854 m n. m., střed obce leží v nadmořské výšce 450 m n. m.